# Резолюция 79 на Съвета за сигурност на ООН
Резолюция 79 на Съвета за сигурност на ООН е приета с мнозинство на 17 януари 1950 г. по повод получената от Съвета за сигурност Резолюция 300 (III) на Общото събрание на ООН от 19 ноември 1948 г. относно международния контрол и намаляването на въоръженията и въоръжените сили. С резолюция 79 Съветът за сигурност решава да препрати Резолюция 300 на Комисията за конвенционалните оръжия към ООН за по-нататъшно проучване в съответствие с плана за дейността на комисията.
Резолюция 79 е приета с мнозинство от 9 гласа, като представителят на Югославия не взема участие в гласуването, а този на СССР не присъства на заседанието.